# 横浜市立西谷中学校
横浜市立西谷中学校（よこはましりつ にしや ちゅうがっこう）は、神奈川県横浜市保土ケ谷区川島町にある市立の中学校。

## 沿革
出典:
- 1959年
  - 11月1日 - 横浜市立保土ヶ谷中学校西谷分校設置
- 1962年
  - 5月1日 - 横浜市西谷中学校として独立開校
- 1964年
  - 3月10日 - 校歌・校旗制定
  - 10月3日 - 体育館落成
- 1966年
  - 7月19日 - プール落成
- 1968年
  - 9月1日 - 横浜市立西谷中学校笹山分校設置
- 1978年
  - 9月4日 - 木造校舎全面取り壊し
- 1979年
  - 6月16日 - 新校舎落成式挙行

## 学校教育目標
「西谷中学校は生徒の自己実現を支援するために、次の力を伸ばします。」としている。
- 自ら学び、考え、問題を解決する力(知)
- 自他の生命を尊重し、心と体の健康を向上していく力(徳・体)
- 社会の変化に対応し、行動できる力(公・開)

## 関係者

### 出身者
- 森野将彦 - プロ野球選手[4][5]
- 高塩将樹 - プロ野球選手
- 朝山正悟 ｰ プロバスケットボール選手